# Suzan Daniel
Suzan Daniel (Brussel, 1918 - Ukkel, 15 november 2007) was een lesbische activiste, die aan de basis lag van de eerste holebi-groeperingen in België. Haar echte naam was Suzanne De Pues. Haar pseudoniem haalde ze bij de Franse actrice Danielle Darrieux, een van haar idolen.

## Biografie
Daniel kwam in de jaren 1930 terecht in het Brusselse holebi-milieu, waar ze gaandeweg een leidersfiguur werd. In 1953 nam ze in Amsterdam deel aan een congres van het International Committee for Sexual Equality (ICSE). Overweldigd door de sfeer besloot Daniel een holebi-groepering analoog aan het Nederlandse Cultuur- en Ontspanningscentrum (COC) op te richten in België, iets wat op dat ogenblik nog niet bestond.
Op het einde van hetzelfde jaar werd het Cultuurcentrum België (CCB) opgericht. De naam verwees bewust niet naar het holebi-thema, om de maatschappij niet te choqueren. Het initiatief was echter geen lang leven beschoren. Gedeeltelijk is dit te verklaren door het feit dat Daniel de enige vrouw in het bestuur was en een ander initiatief voorstond dan de mannen. Ondervertegenwoordiging van vrouwen is een heikel probleem gebleven binnen de Belgische holebi-beweging. Het is in internationaal opzicht uniek dat de beweging in België een vrouw als pionier had, waar dit in andere landen vrijwel altijd mannen waren.
Daniel verdween na de breuk met het CCB uit de schijnwerpers, tot in 1996 een holebi-archief uit de grond werd gestampt. Het archief kreeg als eerbetoon de naam Fonds Suzan Daniel. Daniel was hierdoor erg vereerd en heeft de werking van het Fonds steeds van nabij opgevolgd, tot haar dood in november 2007.

## Suzan Danielbrug
In juli 2019 besliste de Brusselse bevolking in een volksraadpleging om een nieuwe brug over het Kanaal Antwerpen-Brussel-Charleroi te vernoemen naar Suzan Daniel.